# Ангел Тодоров (политик)
Вижте пояснителната страница за други личности с името Ангел Тодоров.
Ангел Стефанов Тодоров е политик от БКП.

## Биография
Роден е на 1 ноември 1922 г. в село Добромирка. От 1937 година става член на РМС, а от септември 1944 г. на БРП (к). Завършва школа за Запасни офицери в София и през целия период от 1941 до 1944 г. служи в Битоля. От октомври 1944 до септември 1945 г. е командир на рота в народо-освободителна гвардейска дружина. От октомври 1945 до юли 1950 г. учи медицина. Бил е секретар на VIII районен комитет (март 1951 – март 1952) и секретар на ГК на БКП в София (април 1952 – октомври 1953). Известно време е завеждащ отдел „Организационен“ при ЦК на БКП. Между 1966 – 1986 е член на ЦК на БКП. Известно време е първи секретар на Софийския градски комитет на БКП. В периода 1971 – 1977 г. е министър на народното здраве. От 1981 до 1986 г. е генерален консул на България в СССР. След 1986 година излиза в пенсия.